# Vicente Navarro Reverter y Gomis
Vicente Navarro Reverter y Gomis fue un político de la Comunidad Valenciana, España, hijo del que fuera ministro, Juan Navarro Reverter y hermano del también político, Juan Navarro Reverter y Gomis. Miembro del Partido Liberal, tras las elecciones generales de 1896 fue nombrado para sustituir en el distrito electoral de Nules a Joaquín López-Dóriga cuando dimitió en 1897. Después fue elegido diputado por el distrito de Benabarre en las elecciones de 1905, 1907, 1910 y 1914.